# پناهگاه حیات‌وحش هزاریخیل
پناهگاه حیات‌وحش هزاریخیل (به لاتین: Hazarikhil Wildlife Sanctuary) یک منطقه حفاظت‌شده در بنگلادش است که در Chittagong District, Fatikchhari Upazila, Bangladesh. واقع شده‌است.